# Lzy
Lzy – część wsi Drużków Pusty w Polsce położona w województwie małopolskim, w powiecie brzeskim, w gminie Iwkowa. 
W latach 1975–1998 miejscowość należała administracyjnie do województwa tarnowskiego. 